# Greta Gerell
Anna Margareta Ulrika (Greta) Gerell, född 2 juni 1898 i Hedvig Eleonora församling i Stockholm, död 30 oktober 1982 i Storkyrkoförsamlingen i Stockholm, var en svensk målare och grafiker. 

## Biografi och konstnärskap
Gerell var dotter till generalkonsul Carl Peter Gerell och Anna Gerell, född Sellman. Efter kvälls- och sommarkurser vid Althins målarskola 1913–1915 gick hon på Konstakademien 1915–1920 och Axel Tallbergs etsningsskola. År 1920 kom hon till Académie de la Grande Chaumière i Paris och 1921 till André Lhote i Paris.
Gerell framträdde först med landskap och djurmotiv. Efter studieresor till Frankrike och Nederländerna ägnade hon sig främst åt interiör-, porträtt- och figurmåleri. Motivmässigt kan hennes bildvärld påminna om såväl moderna konstströmningar som äldre målare, som Jean-Baptiste-Siméon Chardin eller holländska mästare från 1600-talet.
Gerell gjorde många arbetsresor till Sydeuropa och vistades under 1930-talet varje vinterhalvår hos författarparet Dmitrij Merezjkovskij och Zinaida Gippius i Paris. I över 50 år bodde och målade hon sommartid på Hemmarö i Stockholms skärgård. Senare pendlade hon mellan sina ateljéer i Gamla stan i Stockholm och på Rudolf Steinerseminariet i Järna. Vid Mälartorget kunde hon inspireras av utsikten över Riddarfjärden, i Järna av de saltsjöstränder som skänkt så många motiv åt Bruno Liljefors som också bott på denna plats.
Greta Gerells måleri genomgick flera faser. Tidigt ägnade hon sig åtskickligt utförd grafik, mest djurmotiv. Hennes måleri under åren 1920–1930 med Parismotiv och landskap visar influenser från impressionisterna. Gerell var en ansedd porträttmålare. Från 1950 och framåt fann hon en motivkrets som passade henne och som hon förberedde med otaliga teckningar: dels vad hon kallade ”figurer” – fiskargummor vid Medelhavet, sittande flickor, arkaiska gestalter mot en lugn bakgrund, dels ”tidlösa ting” – kärleksfullt återgivna bruksföremål mot en ofta enfärgad fond, med levande ytstruktur. Fonden var det mest tidskrävande arbetet och hon utarbetade en egen teknik med målade och delvis bortslipade lager på lager.
Därutöver ägnade Greta Gerell även en hel del tid åt att skriva dikter och att fördjupa sig i filosofiska och antroposofiska frågeställningar samt att skriva sin självbiografi. 
År 1967 bildade hon Greta Gerells Stiftelse till vilken hon testamenterade sin konst och förmögenhet. Stiftelsens syfte är att ekonomiskt stödja antroposofiskt inriktade utbildningar och ge stipendier till deras studerande. Greta Gerell är gravsatt i minneslunden på Skogskyrkogården i Stockholm.

## Separatutställningar
- Gummesons Konstgalleri, Stockholm 1927, 1929, 1931, 1934, 1953, 1990
- Norrköpings konstmuseum 1930, 1932, 1972
- Konstnärshuset, Stockholm 1938, 1948
- Eskilstuna konstmuseum 1943
- Olsens konstsalong, Göteborg 1945, 1948
- Paletten, Norrköping 1946
- Eskilstuna Nya Konstsalong 1947
- Sturegalleriet, Stockholm 1959
- Galerie Marcel Bernheim, Paris 1961
- Galerie Blanche, Stockholm 1964, 1966, 1969
- Nermans Konsthall, Norrköping 1970
- Galleri Vättern, Motala 1979, 2006
- Färg och Form, Stockholm 1975, 1980, 1984
- Linköpings Länsmuseum 1976 (nuv. Östergötlands museum)
- Galleri Flamingo, Falkenberg 1977, 1979, 1983, 1986, 2006
- Galleri Studio L2, Stockholm 2007

## Samlingsutställningar i urval
- Konstakademien, Stockholm 1922, 1925
- Liljevalchs konsthall 1924, 1925, 1933
- Grafiska sällskapet, Stockholm 1928
- Paletten, Göteborg 1932
- Norrköpings konstmuseum 1935
- Gävle Stadshus 1935
- Örebro konserthus 1935
- Eskilstuna konstmuseum 1937
- Konsthallen, Borås 1943
- Skövde Konsthall 1950
- Galleri Brinken, Stockholm 1955
- Spendhaus, Reutlingen 1965
- Museum am Dom, Lübeck 1971
- "Form, färg och harmoni!"  Två konstnärer, två sökare, Elli Hemberg och Greta Gerell. Säfstaholms Slott 2013

## Representerad
- Eskilstuna konstmuseum
- Greta Gerells Stiftelse
- Göteborgs konstmuseum [källa behövs]
- Jämtlands läns konstsamling
- Kungliga Dramatiska teatern
- Landstinget Halland: Landstingshälsan, Kungsbacka
- Landstinget Sörmland, Mälarsjukhuset Eskilstuna
- Moderna museet, Stockholm [3]
- Norrköpings konstmuseum
- Statens konstråd
- Stockholms Konstkansli
- Västerås konstmuseum
- Västra Götalands läns landsting, Regionens hus, Mariestad
- Östergötlands museum
- Nordiska museet har av Gerell mottagit som gåva dockor, skor 1948 samt Zinaida Gippius Merezjkovskijs aftonklänning 1956

## Uppslagsverk i urval
- Axel Tallberg: ”Vår moderna konstgrafik 1895–1920”, Carlssons förlag 1920.
- Emil Hultmark: ”Svenska kopparstickare och etsare 1500–1944”, Almqvist & Wiksell 1944.
- Svenska män och kvinnor, III, Bonniers 1946.
- Svenskt Konstnärsgalleri, 1900-talet, Lindquists förlag 1948.
- Svenskt Konstnärslexikon, Allhems förlag 1953.
- Vem är vem – Storstockholm, Bokförlaget Vem är vem 1962.
- Who's who in Europe, Bryssel 1972.
- Nationalencyklopedin, Bra Böcker 1989.
- Natur och Kulturs konstnärslexikon, svensk konst under 1900-talet, Natur och kultur 1991.
- Dictionnaire critique et documentaire des peintres, sculpteurs, dessinateurs et graveurs, vol 6, Gründ 1999.
- Allgemeines Künstlerlexikon, vol. 52, K.G. Saur Verlag 2006.